# Midnight Mass

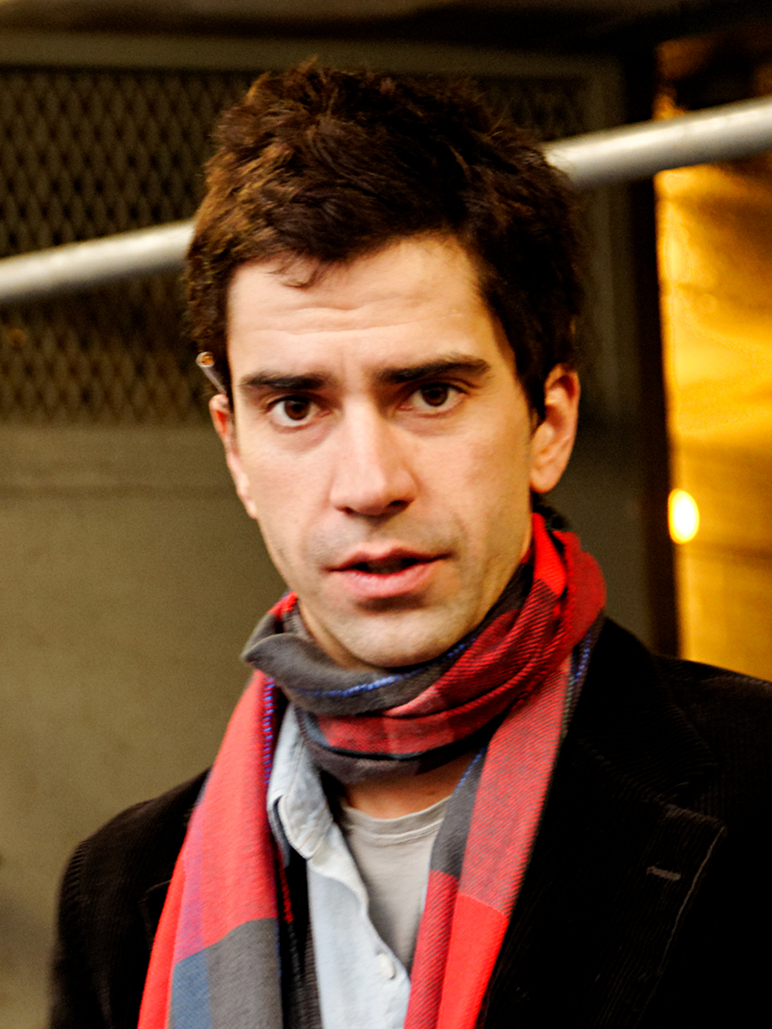
Hamish Linklater spielt die religiöse Figur Father Paul Hill.

Midnight Mass (englisch für Mitternachtsmesse) ist eine US-amerikanische Horror-Miniserie von Mike Flanagan, die am 24. September 2021 bei Netflix veröffentlicht wurde. Sie behandelt Geschehnisse in der Kirchengemeinde eines verarmten Fischerdorfs auf einer isolierten Insel.

## Handlung
Die Handlung spielt auf der fiktiven Insel Crockett Island, deren Gemeinde „Crock Pot“ Krabbenfischerei betreibt, aber durch eine Ölleckkrise gebeutelt ist. Sie beginnt mit der Rückkehr von Riley Flynn nach einem Gefängnisaufenthalt, durch den er seinen Glauben verloren hat, sowie der Ankunft des neuen Priesters Father Paul, während der alte Monsignor Pruitt sich angeblich auf dem Festland erholt.
In Wahrheit ist Father Paul selbst Pruitt, der durch einen Engel verjüngt worden war. Dessen Blut, das er der Gemeinde im Kommunionswein zu trinken gibt, versetze jeden in sein bestes Selbst, das Gipfelselbst, zurück, wodurch sich einige scheinbare Heilwunder ereignen. Außerdem lässt es Menschen, die sterben, wiederauferstehen, Verlangen nach Blut verspüren, und wenn Sonnenlicht auf sie trifft, ihre Haut verbrennen. Durch seine Verwandlung hält Pruitt sich von Gott auserwählt, und mit der fanatischen Gläubigen Bev Keane, die darin eine Wiederkunft Christi sieht, will er die Gemeindemitglieder in Krieger für Gottes Armee verwandeln.

## Figuren
- Father Paul Hill erscheint zu Beginn neu auf der Insel, um den alten Pfarrer Monsignore John Michael Pruitt, der mit achtzig Jahren langsam dement wurde, zu vertreten. In Wahrheit ist Hill aber der wieder junge gewordene Pruitt. Die Gemeinde hatte ihr Geld zusammengelegt, um Pruitt eine zweiwöchige Pilgerreise ins Heilige Land zu schenken. Er irrte immer wieder herum und trennte sich so von seiner Reisegruppe. Auf dem Weg nach Damaskus, wo Paulus von Tarsus durch eine Erscheinung Jesu berufen worden war, gelangte Pruitt in die Wüste, als ein Sandsturm aufkam und ihn zu einer aufgeschütteten höhlenartige Kirchenruine führte. In ihrer Dunkelheit lebte ein geflügeltes Wesen, das ihn anfiel und Blut aus seinem Handgelenk zum Trinken gab, wodurch er verjüngt wurde. Während er weiterreiste, zog der Engel ihm nach, sodass Pruitt ihn in einer Truhe versteckte und als Father Paul nach Crockett zurückkehrte. Das Blut des Engels versetzt Menschen in ihr bestes Selbst zurück, bessert also ihren körperlichen Zustand, und lässt sie nach dem Tod wiederauferstehen, wonach sie aber Verlangen Blut zu trinken verspüren und bei Kontakt mit Sonnenlicht ihre Haut verbrennen. Das vom Priester als Engel interpretierte Wesen trägt damit vampirische Züge und scheint die Menschen in solche zu verwandeln.[1]
- Riley Flynn, der in seiner Kindheit Akolyth war, hatte nach seinem Weggang von der Insel in Chicago studiert, erfolglos in Aktien und ein Start-up-Unternehmen investiert und war auch einmal in der Sendung Shark Tank. Nachdem er betrunken einen Autounfall verursachte, durch den er ein Mädchen namens Tara-Beth tötete, wurde er zu vier Jahren Haft verurteilt. Im Gefängnis verlor er seinen Glauben und wurde am Ende seiner Suche nach Gott Atheist. Nach seiner Entlassung kehrt er auf die Insel zurück, aber muss als Bewährungsauflage einmal die Woche an Treffen der Anonymen Alkoholiker auf dem Festland teilnehmen. Er hat einen wiederkehrenden Traum, wie er in einem Boot auf dem Meer treibt, der mit dem Sonnenaufgang endet, und sieht auch immer wieder Visionen von Tara-Beth mit ihren Wunden. Seine Mutter Annie ist frommes Kirchenmitglied und trägt eine Brille, weil ihre Augen immer schlechter werden; sein Vater Ed ist Fischer mit Rückenproblemen. Rileys jüngerer Bruder Warren ist mit seinem Freund Ooker Thurifer und mit Leeza Scarborough zusammen. Als Effekt des Engelblutes im Kommunionswein, den Warren natürlich noch nicht trinken darf, geht es Annies Augen und Eds Rücken wieder viel besser, während Riley nach einem Angriff durch den Engel selbst entscheidet, im Sonnenlicht verbrannt zu werden.
- Erin Greene kehrte, nachdem sie zuletzt in New York war, einige Monate vor Handlungsbeginn zurück in das Haus ihrer Mutter, die im Frühling verstorben war, und übernahm auch deren Stelle als Lehrerin. Sie ist zu Beginn in der zwanzigsten Woche schwanger, den Fötus nennt sie Littlefoot. Ihre Mutter war eine gläubige Trinkerin, die ihr Kind schlug, weil sie empfand, dass die Geburt ihr Leben ruiniert hatte. Daher war Erin mit sechzehn Jahren abgehauen, reiste umher und heiratete einen Mann, der auch irgendwann anfing sie zu schlagen. Als sie ihre Schwangerschaft erkannte, gab es ihr den Antrieb, ihn heimlich zu verlassen und nach Hause zurückzukehren, sodass sie sagt, ihr Baby hat sie gerettet. Als Effekt des Engelblutes verschwindet der Fötus aus ihrem Uterus, so als sei sie nie schwanger gewesen.
- Beverly "Bev" Keane ist eine überfromme, fanatische Gläubige, Lehrerin und Lektorin der St.-Patrick’s-Kirche. Als es im Meer zu einem Ölleckskandal kam, hatte sie die Gemeindemitglieder dazu bewegt, einen Vergleich mit den Ölkonzernen anzunehmen und dann das Geld an die Kirche zu spenden, aus dem sie ein religiöses Freizeitzentrum errichten ließ. Deswegen und aufgrund ihrer selbstgefälligen moralischen Verurteilungen ist sie bei vielen Bürgern unbeliebt, bei den religiösen wie Annie und der Bürgermeisterfamilie aber aufgrund ihres kirchlichen Einsatzes angesehen. Nach den Wundern und Pruitts Wiederauferstehung sieht sie ihn als Wiederkunft Christi und die Offenbarung nahen.
- Leeza Scarborough ist die Tochter des Bürgermeisters Wade und seiner Frau Dolly. Sie sitzt im Rollstuhl, nachdem sie versehentlich von dem Dorfsäufer Joe Collie angeschossen wurde, während sie mit ihrem Vater spazieren war. Seit dem Unfall besucht sie täglich die Messe in der St. Patrick’s, auch wenn sie manchmal die einzige mit Pruitt war. Aufgrund der teuren Behandlungsversuche haben ihre Eltern, die noch ein Haus abbezahlen, kaum Geld, sodass sie ihre Lebensmittel durch Essensmarken und Spenden der Kirche finanzieren. Durch das Engelsblut wird Leeza geheilt und kann wieder gehen, was die Gemeinde in der Kirche als erstes Wunder Pauls erlebt.
- Dr. Sarah Gunning ist die einzige Ärztin auf der Insel. Sie ist nicht gläubig und lesbisch mit einer Partnerin. Eigentlich will sie die Insel verlassen, aber muss sich zuhause um ihre Mutter kümmern, Mildred Gunning, die dement und gebrechlich ist. Aufgrund einer kaputten Hüfte kann sie nicht mehr Treppen steigen und Sarah hat ihr Zimmer ins Erdgeschoss verlegt. Sarahs angeblicher Vater war ein Fischer namens George, der in die Navy ging; in Wahrheit ist sie Pruitts Tochter. Bevor Mildreds Zustand es nicht mehr möglich machte, besuchte sie täglich Pruitts Messe, sodass Paul sie bei ihr zuhause begeht und den Kommunionswein verabreicht. Durch das Engelsblut wird sie so wie Paul verjüngt, erlangt nach und nach ihre geistige und körperliche Stärke zurück, sodass sie wieder nach draußen gehen kann.
- Sheriff Hassan und sein Sohn Ali sind Muslime, weswegen sie nachts die Salāt vollziehen, freitags aufs Festland zu einer Moschee gehen und nicht an der Kommunion der St. Patrick’s teilnehmen. Hassan wurde nach den Anschlägen vom 11. September 2001 Polizist, weil er das Land beschützen wollte. Er arbeitete sich bis zum Detective hoch und half dem FBI bei Terrorismusbekämpfung, doch nachdem er sich über Methoden beschwerte, mit denen vor allem gegen kleine Vergehen besonders härter vorgegangen wurde, wurde er überwacht und misstraut. Nachdem Alis Mutter an Bauchspeicheldrüsenkrebs verstarb, wollten sie weg und sein Vater fand die Stellung auf der Insel, wo er sich um ihrer Sicherheit willen lieber einfügt und ruhig hält. Nach den Wundern beginnt Ali, sich für Christus zu interessieren und möchte in die Kirche gehen.
- Joe Collie, der mit seinem Hund Pike abseits in einem Wohnwagen lebt, gilt als der Dorfsäufer. Er hatte Leeza Scarborough versehentlich angeschossen und danach das Gewehr ins Meer geworfen, weil er den Anblick nicht mehr ertragen konnte. Er hatte eine Schwester, die Crockett vor langer Zeit verlassen hatte und ein paar Wochen vor Handlungsbeginn verstorben und von ihren Kindern auf dem Festland begraben war. Nachdem Leeza ihm vergibt, will er nicht mehr trinken und besucht Pauls AA-Treffen, stirbt aber auch durch diesen.

## Episodenliste
Die sieben Episoden sind nach Büchern der Bibel vom ersten bis zum letzten benannt: Genesis, die Psalmen, Sprichwörter und Klagelieder, die Evangelien, die Apostelgeschichte und die Offenbarung. In den Episoden wird jeweils aus dem entsprechenden Buch zitiert und es als allegorische oder wörtliche Erklärung für das Geschehen benutzt.
| Nr. | Deutscher Titel                     | Originaltitel                | Regie         | Drehbuch                                   |
| --- | ----------------------------------- | ---------------------------- | ------------- | ------------------------------------------ |
| 1 | Buch I: Genesis                     | Book I: Genesis              | Mike Flanagan | Mike Flanagan                              |
| Nach einem vierjährigen Gefängnisaufenthalt, weil er betrunken am Steuer ein Mädchen getötet hatte, kehrt Riley Flynn nach Hause zurück. Auch kommt auf der Insel Father Paul Hill mit einer großen verschlossenen Truhe an, um den alten Monsignor Pruitt zu vertreten, der nach einer Israelreise hätte zurückkommen sollen, aber angeblich erkrankt sei. Nachdem Rileys Bruder Warren mit Freunden in den Uppards des Eilands, einem Gebiet nahe dem Strand, abhängt und eine Bewegung in den Büschen zu sehen glaubt, werden dort nachts streunende Katzen von einem Wesen angefallen. Bei der Kommunion, bei der Father Paul sich der Gemeinde vorstellt, bleibt Riley sitzen. Riley trifft seine alte Jugendliebe Erin Greene wieder, die aus New York schwanger zurückgekehrt war. Während eines nächtlichen Sturms glaubt Riley draußen Pruitt herumgehen zu sehen. |                                     |                              |               |                                            |
| 2 | Buch II: Psalmen                    | Book II: Psalms              | Mike Flanagan | Mike Flanagan, James Flanagan, Elan Gale   |
| Der Sturm hat aus den Uppards Leichen angebissener Katzen an den Strand geschwemmt, worauf die überfromme Bev Keane Rattengift auslegt. Father Paul besucht die demente Mildred Gunning zuhause, um mit ihr die Messe zu begehen. Am Aschermittwoch findet ein Frühlingsfest statt, bei dem der Hund des Säufers Joe Collie vergiftet zusammenbricht. Father Paul beginnt mit Riley AA-Treffen abzuhalten, damit dieser für diese nicht zum Festland fahren muss. Riley vertritt darin atheistische Ansichten zur Theodizeefrage, warum Gott das Leid auf der Welt zulasse. Als Leeza Scarborough, die im Rollstuhl sitzt, weil Joe sie bei einem Jagdunfall angeschossen hat, während einer Sonntagsmesse an der Reihe ist, die Hostie zu erhalten, besteht Father Paul darauf, dass sie aufsteht, um zu ihm zu kommen, was ihr auch gelingt. |                                     |                              |               |                                            |
| 3 | Buch III: Sprichwörter              | Book III: Proverbs           | Mike Flanagan | Mike Flanagan, James Flanagan              |
| In seiner ersten Nacht auf der Insel beichtet Father Paul zu Gott, dass er die Bewohner über Monsignor Pruitt belügen wird. Dieser war bei Damaskus während eines Sandsturms in eine Höhle geraten, wo ihn ein geflügeltes Wesen anfiel, das Paul Engel nennt. Es saugte ihm seinen Schmerz aus und gab ihm sein Blut zum Trinken, wodurch er am Morgen verjüngt erwachte – Father Paul ist der wieder junge Monsignor Pruitt. Nach dem offenbaren Wunder an Leeza läuft Father Paul davon in das Pfarrhaus, verfolgt von Bev Keane, wo sie ein altes Foto des jungen Pruitts sieht. Auch anderen, die den Kommunionswein empfangen haben, geht es plötzlich besser, wie der gebrechlichen Mildred und Rileys Eltern; durch das Wunder herrscht wieder großer Andrang in der Kirche. Leeza sucht Joe auf und sagt ihm, dass sie ihn hasst, aber vergibt, worauf dieser beim nächsten AA-Treffen erscheint. Nachdem der muslimische Sheriff entdeckt, dass Bev an die Schüler die Bibel verteilt hat, argumentiert er in einer Elternsitzung, warum dies ein Problem ist. Sein Sohn Ali bittet später, in die Kirche gehen zu dürfen. Father Paul hat immer wieder Schwächeanfälle und bricht schließlich im Pfarrhaus in Anwesenheit von Bev, Sturge, Bürgermeister Wade und seiner Frau Dolly (Leezas Eltern), scheinbar tot zusammen, doch nach einigen Minuten erwacht er wieder. |                                     |                              |               |                                            |
| 4 | Buch IV: Klagelieder                | Book IV: Lamentations        | Mike Flanagan | Mike Flanagan, Dani Parker                 |
| Bei einer Ultraschalluntersuchung für Erin stellt Ärztin Sarah Gunning fest, dass nichts zu sehen und der Uterus leer ist, was heißt, dass Erin eine unbemerkte Fehlgeburt gehabt haben muss. Während Bev für Pauls Genesung die Messe absagt, verspürt dieser plötzlich Hautverbrennungen, wenn er einen Arm ins Sonnenlicht hält. Auch eine Blutprobe Erins brennt im Sonnenlicht. Am Abend begeht Paul wieder mit Mildred die Messe, die ihn nun sicher als Pruitt erkennt. Als Joe im Pfarrhaus auftaucht und das alte Foto sieht, führt ein Unfall zu Joes Tod, worauf Father Paul das Verlangen überkommt, dessen Blut zu trinken. Erin und Riley tauschen sich darüber aus, was sie glauben, was nach dem Tod passiert. Nachdem er die Nacht bei ihr verbracht hat, fährt sie aufs Festland für eine zweite Meinung, wo die Tests allerdings anzeigen, sie sei gar nicht schwanger gewesen. Als Father Paul nicht zur Messe erscheint, entdeckt Bev Joes Leiche und instruiert Wade und Sturge, sie zu beseitigen. Beim AA-Treffen wundert Riley sich über Joes Abwesenheit, wofür Paul eine Ausrede liefert, die Riley als Lüge erkennt. Als Riley in das Freizeitzentrum zurückkehrt, füllt der Engel gerade sein Blut in einen Dekanter und greift Riley sofort an. |                                     |                              |               |                                            |
| 5 | Buch V: Evangelien                  | Book V: Gospels              | Mike Flanagan | Mike Flanagan, James Flanagan              |
| Mildred ist am Morgen so verjüngt und gestärkt, dass sie zur Kirche gehen kann, wo aber nur noch Mitternachtsmessen stattfinden. Rileys Familie und Erin sind besorgt über seine Abwesenheit, sodass Erin ihn beim Sheriff vermisst meldet. Bei der Karfreitagmesse spricht Father Paul zur Gemeinde, dass sie alle Teil von Gottes Armee werden sollen, was Mildred schockiert. In der Nacht erscheint Riley bei Erin und rudert mit ihr in einem Boot aufs Meer, um zu erzählen, was passiert ist: Nach dem Angriff konnte er nicht mehr ins Sonnenlicht gehen und Paul erklärte, er sei Pruitt und das Wesen ein Engel, der ihn in sein bestes Selbst zurück versetzte. Riley war angewidert von Paul und Bev, die ihm einen Becher mit Engelsblut gab, aber durfte, als es dunkel war, gehen. Im Boot erklärt er, Erin soll weiter zum Festland rudern; als der Sonnenaufgang kommt, vergeht Riley in Flammen, während Erin entsetzt schreit. |                                     |                              |               |                                            |
| 6 | Buch VI: Die Geschichte der Apostel | Book VI: The Act of Apostles | Mike Flanagan | Mike Flanagan, James Flanagan, Jeff Howard |
| Entgegen Rileys Rat rudert Erin zur Insel zurück und spricht mit Sarah, die ihr zeigt, wie eine Blutprobe in der Sonne verbrennt, und Mildred. Sie vermutet, dass es eine Blutkrankheit ist, die wie eine Seuche in der Kirche durch eine Einnahme (des Weines) verbreitet wird. Während Erin Annie erzählt, dass Riley tot ist, und versucht, sie zu überzeugen, aufs Festland mitzukommen, teilt Sarah ihren Verdacht dem Sheriff mit, der ablehnt, in der Kirche zu ermitteln. Als die Frauen aufs Festland wollen, sind die Fähren weg und später werden auch Strom und Funkverbindung gekappt. In der Osternacht führen Bev und die Scarboroughs eine Lichterprozession an, auch die drei Frauen und der Sheriff mit seinem Sohn kommen mit. In der Predigt enthüllt Paul seine Identität als Pruitt und dass er gestorben ist, und lädt seine Gemeinde ein, ihm und Christus ins ewige Leben nachzufolgen. Als Demonstration lässt Sturge sich vergiften und stirbt; da erscheint der Engel in Priestergewand und Bev verteilt das Gift. Um seinen Sohn abzuhalten, droht der Sheriff mit seiner Pistole, doch Ali trinkt vom Gift, dann unter anderen Wade, Dolly und Ooker. Die Verwandelten greifen schnell weitere an, darunter Ed. Mildred schießt mit der Pistole Pruitt in den Kopf, worauf der Engel auf sie zu und mit ihr in den Himmel fliegt. Erin, Sarah, Annie, der Sheriff und Warren und Leeza entkommen hinten raus, wo Erin auf Bev schießt. Die wiederauferstandenen Bev und Sturge öffnen entgegen Pruitts Willen die Kirchentür und lassen die Verwandelten auf die übrigen Bewohner los.                                                                   |                                     |                              |               |                                            |
| 7 | Buch VII: Offenbarung               | Book VII: Revelation         | Mike Flanagan | Mike Flanagan                              |
| Die zu Boden gefallene Mildred trifft in der Kirche nur noch auf Pruitt, der ihr sagt, er habe alles eigentlich nur für sie gemacht, damit sie und seine Tochter Sarah nicht sterben würden. Die Verwandelten greifen Bewohner in ihren Häusern und auf den Straßen an. Als Bev versucht, die Geflüchteten mit Feuer herauszulocken, lenkt Annie Flynn sie ab, indem sie sich mit einem Messer die Kehle aufschlitzt, während die übrigen die Boote verbrennen gehen, damit die Seuche nicht aufs Festland gelangen kann. Warren und Leeza rudern mit einem Kanu aufs Meer. Bev befiehlt, dass alle Häuser angezündet werden sollen, während das Freizeitzentrum den Verwandelten als Arche dienen soll. Als diese dorthinkommen, weist sie einen Mann ab, weil er nur selten in der Kirche war, aber Pruitt sagt, sie sei für alle offen. In der Kirche sieht er Sarah Benzin verteilen, aber Sturge schießt auf sie, bevor Pruitt mit Sarahs Leiche in den Armen die Kirche verlässt und Mildred eine Kerze umstößt. Der Sheriff und Erin versuchen das Freizeitzentrum anzuzünden, aber Bev schießt auf Hassan und der Engel greift Erin an, die mit einem Messer Löcher in seine Flügel schneidet, aber Ali wirft noch das Feuerzeug ins Benzin. Nun da beide Zufluchten brennen, sieht der Bürgermeister ihr Ziel verloren und die Leute wenden sich von ihr ab. Angeführt von Ed und Annie Flynn versammeln sie sich und singen, bis der Sonnenaufgang kommt und sie verbrennt. Warren und Leeza beobachten vom Meer aus, wie die Insel brennt und der Engel mit beschädigten Flügeln versucht, vor der Sonne davonzufliegen. Kurz darauf kann sie ihre Beine nicht mehr spüren. |                                     |                              |               |                                            |
| Alle Folgen wurden weltweit am 24. September 2021 auf Netflix veröffentlicht. |                                     |                              |               |                                            |

## Besetzung und Synchronisation
Die deutschsprachige Synchronisation entstand nach Dialogbüchern von Ralf Pel und unter der Dialogregie von Torsten Sense durch RRP Media.
| Rolle             | Darsteller        | Synchronsprecher.                    |
| Hauptfiguren      | Hauptfiguren      | Hauptfiguren                         |
| ----------------- | ----------------- | ------------------------------------ |
| Erin Greene       | Kate Siegel       | Nadine Heidenreich                   |
| Riley Flynn       | Zach Gilford      | Tobias Nath                          |
| Annie Flynn       | Kristin Lehman    | Gundi Eberhard                       |
| Bev Keane         | Samantha Sloyan   | Nora Kunzendorf                      |
| Warren Flynn      | Igby Rigney       | Jonas Frenz                          |
| Sheriff Hassan    | Rahul Kohli       | Stefan Bräuler                       |
| Leeza Scarborough | Annarah Cymone    | Emilia Raschewski                    |
| Dr. Sarah Gunning | Annabeth Gish     | Franziska Endres                     |
| Mildred Gunning   | Alex Essoe        | Sabina Trooger Nurcan Özdemir (jung) |
| Ali Hassan        | Rahul Abburi      | Nando Schmitz                        |
| Sturge            | Matt Biedel       | Andreas Conrad                       |
| Wade Scarborough  | Michael Trucco    | Christian Intorp                     |
| Dolly Scarborough | Crystal Balint    | Magdalena Helmig                     |
| Ooker             | Louis Oliver      | Linus Drews                          |
| Ed Flynn          | Henry Thomas      | Viktor Neumann                       |
| Father Paul Hill  | Hamish Linklater  | Steven Merting                       |
| Nebenfiguren      |                   |                                      |
| Joe Collie        | Robert Longstreet | Hanns-Jörg Krumpholz                 |
| Organist          | John Andrew Grush | nur Gesang                           |
| Bowl              | John C. MacDonald | Imme Aldag                           |
| Tara-Beth         | Ebony Booth       | ohne Worte                           |
| Howie Hobbs       | Vincent Gale      | Matthias Friedrich                   |
| Joanie            | Patricia Drake    | Andrea Solter                        |
| Engel             | Quinton Boisclair | ohne Worte                           |

## Inspiration und Konzeption

### Flanagans Glaube und Alkoholismus
Autor und Regisseur Mike Flanagan beschreibt Midnight Mass als sein persönlichstes Projekt und stark inspiriert durch seine eigene Vergangenheit. In seiner Kindheit wurde er katholisch erzogen und war Ministrant, unter anderem auf Governors Island, einer Basis der US-Küstenwache. Er beschreibt zwei Pfarrer, die seiner Gemeinde vorstanden, einen alten Monsignore mit Alzheimer und einen jungen, lässigen und zugänglichen, die beide gute Männer gewesen seien. Als er aufs College ging und Kurse zu Weltreligionen nahm, las er erstmals die Bibel und beschäftigte sich auch mit dem Judentum, Hinduismus, Islam und Buddhismus. Besonderen Einfluss hatten aber Bücher prominenter Atheisten wie Der Herr ist kein Hirte (God Is Not Great) von Christopher Hitchens, Briefe an ein christliches Land (Letters to a Christian Nation) von Sam Harris und Blauer Punkt im All (Pale Blue Dot) von Carl Sagan. Seine dadurch entstandene Haltung zu Religion beschreibt er so: „Ich war getroffen, wie enorm unterschiedlich, aber auch unheimlich ähnlich die Weltreligionen sind, und wie anfällig sie für Fanatismus und Fundamentalismus sind. Wie einfach eine Religion, die angeblich auf Liebe aufgebaut ist, dazu gebracht werden kann, Hass zu erzeugen. […] Meine Gefühle zu Religion waren sehr kompliziert. Ich war fasziniert, aber auch wütend. Bei der Betrachtung unterschiedlicher Religionen war ich von ihrem Hang zu Vergebung und Glauben bewegt und erstaunt, aber von Exklusionismus, Tribalismus, Fanatismus und Fundamentalismus entsetzt. Ich fand viele Ideen der verschiedenen Religionen inspirierend und wunderschön, aber ihre Verderbtheiten grotesk und unverzeihlich. Ich unterstützte diese Institutionen nicht länger, ich war nur noch interessiert an Humanismus, Rationalismus, Wissenschaft und Mitgefühl.“
Dazu kommt, dass Flanagan durch Alkoholismus, der auf beiden Seiten seiner Familie um sich gegriffen hatte, nach dem College ein Problemtrinker war, was er viele Jahre lang nicht zugeben konnte. Seine größte Angst war, dass er durch das Trinken jemand anderen töten würde, aber er habe sein Problem rechtzeitig erkannt, bevor es ihm Familie, Freunde oder Karriere gekostet hatte. In beiden Aspekten sei die Figur Riley – ein Messdiener, der zum Atheisten wurde, und Konsequenzen seines Trinkens erlebt – ein oberflächlich getarnter Stellvertreter für Flanagan, der aber jahrelang nicht zugab, wie viel er mit der Figur gemeinsam hat. Mit Riley und anderen lasse er seine verschiedenen vergangenen Versionen miteinander ins Gespräch kommen. Daher sollte das Projekt zu Beginn sich um Zwiesprachen von Riley und Father Paul als Argumentationen zwischen Glaube und Unglaube drehen, die damit die Haltung, mit der Flanagan aufgewachsen war, und seine neue kritische Haltung repräsentierten, doch je länger er sich damit beschäftigte, entfernte er sich von den polaren Ansichten und interessierte sich mehr für die moderate Mitte, die durch Erin dargestellt wird und nach Riley und Paul in den Kampf gegen Bev, der Verkörperung von Fanatismus, geht. „Es wurde immer klarer, dass [Erins moderate Haltung] das Weltbild sein werde, die humanistische Herangehensweise, die in diesen Situationen gewinnen sollte. Dass die polaren Extreme beider Seiten der Debatte nicht siegreich sein könnten. […] Es fühlte sich einfach so an, als musste die Serie an die moderate Person abgegeben werden, dass das der Held war, den die Geschichte verdiente.“
In der Serie sind Flanagans Gefühle und Erfahrungen zu Alkoholismus und Religion verarbeitet: „die Unruhe, Reue und Scham, alles verpackt in dem Rest – der Schönheit von Vergebung und Glauben, die der Korruption von Fanatismus entgegengestellt ist. Das Gefühl, dass wir allein sind im Kosmos, im Krieg mit dem Wunsch, dass wir es nicht seien; die Gefahr moralischer Gewissheit, die Zerbrechlichkeit guter Absichten und das trotzige Durchhaltevermögen des Glauben selbst, sogar im Angesicht von Zerstörung.“ Flanagan beschreibt die Serie selbst anhand ihrer Themen als „moderne Parabel über Glauben, Sucht, Genesung, Wiedergutmachung, Fanatismus und Verzeihung.“ Religion sei ein Weg zu versuchen, die zwei großen Fragen zu beantworten, wie wir leben sollen und was nach dem Tod passiert, und Midnight Mass habe ihm geholfen, die erste zu beantworten, während er zur zweiten seine Gedanken und Wünsche in der Serie formuliert hat.

### Bibel und Horror
Trevor Macy bemerkte, wie gut Flanagan sich mit der Bibel auskennt und spontan akkurat aus dieser zitieren kann. Flanagan habe bereits als Kind in Bibelstunden erkannt, dass diese mit Horrorelementen erfüllt sei wie Plagen und Tötungen durch Engel und den zornigen Gott. Dieser sende, um schreckliche Dinge zu tun, stets Engel aus, die in den Menschen Schrecken verbreiten. Daher gab es in den Bibeltexten Material, mit dem durch tatsächliche Beschreibungen der biblischen Engel und ihrer Taten Elemente der Serienhandlung geschaffen, erklärt und gerechtfertigt werden konnten. „Es steht alles darin. Die Bibel ist ein blutgetränkter Text. Und was, denke ich, tatsächlich passiert ist, ist, dass viel Horrorliteratur sich großzügig an heiligen Schriften und antiken Mythologien bedient hat. […] Ich denke, das liegt daran, dass die Gründe, aus dem wir Horror brauchen, zu verschiedenen Zeitpunkten von Religion angezogen werden, vom selben Problem herrühren, unserer Angst vor der natürlichen Welt.“ Als Erklärungen für die beängstigende Natur seien Religion und Götter geschaffen worden, also Übernatürliches.
Zu dem Übernatürlichen gehören ebenso alltägliche Teile der religiösen Verehrung wie die Auferstehung Jesu Christi und die Transsubstantiation von Brot und Wein in dessen Leib und Blut. Schon als Kind sah Flanagan darin eine Nähe zum Vampirmythos und fand so bei der Arbeit zur Serie, dass die Bibel als Erklärung und Rechtfertigung für Vampirismus benutzt werden kann. Flanagan nennt Werner Herzogs Nosferatu – Phantom der Nacht mit Klaus Kinski in der Titelrolle als seinen Lieblings-Vampirfilm und habe sich von dessen Kreaturdesign für seinen vampirhaften Engel inspirieren lassen. An Vampiren liebe er, dass sie formbar seien, weil es keinen Kanon und feste Regeln gebe, sodass man aus vielen Möglichkeiten wählen könne. Er hat einige Regeln für den Engel aus Bram Stokers Dracula genommen, etwa dass die Verwandlung nicht vollendet ist, bevor der irdische Körper stirbt, und die Verwandelten danach empfindlich für Sonnenlicht sind.

## Entwicklung und Produktion

### Entwicklung zur Serie und Anspielungen in Filmen
Flanagan sagt, Midnight Mass habe ihn schon so lange begleitet, dass er sich nicht erinnere, wann er mit der Idee dazu begonnen habe. 2010 versuchte er sich zunächst an einem Roman; 2012, bevor er an seinem ersten Spielfilm Oculus arbeitete, an einem Filmdrehbuch, das 2013 fortgeschrittener, aber zu groß für einen Film war. 2014 teilte er diese unvollendeten Seiten mit Trevor Macy und Jeff Howard; Howard hatte mit ihm an Oculus und Before I Wake geschrieben und Macy beide Filme produziert. Weil seine Agenten ihn nach den Filmen zum Fernsehen bringen wollten, begann er daraufhin mit der Arbeit, aus dem Projekt eine Fernsehserie zu schreiben. Seine Idee präsentierte er mehreren Sendenetzwerken, die aber nach und nach alle ablehnten. Für Netflix sprach er dabei mit Blair Fetter, der einige Jahre auch beim Pitch der Serie Spuk in Hill House war.
Auch wenn die Serie zu der Zeit also nicht zustande kam, behielt er die Idee weiterhin im Hinterkopf, während er an anderen Projekten arbeitete. Als bei den Dreharbeiten für den Film Still, den er mit seiner Frau Kate Siegel geschrieben hatte, die darin die Schriftstellerin Maddie spielt, als Requisite ein Buch benötigt wurde, wurde ein falsches Cover für Midnight Mass gedruckt und Flanagans aufgegebener Romanversuch als Material, an dem Maddie schreibe, benutzt. In einem Dialog erwähnt ihre Nachbarin (gespielt von Samantha Sloyan), die in dem Roman liest, dass sie die Figuren Riley und Erin liebe. Ein weiteres Mal benutzte Flanagan ein falsches Midnight-Mass-Buch als Requisite in dem Film Das Spiel. Als er von einem Crewmitglied auf den Titel angesprochen wurde, sagte er, es sei das Beste, das er nie umgesetzt habe.
Nach dem Erfolg von Spuk in Hill House handelte Netflix mit Flanagan einen Exklusiv-Deal für vier Jahre aus, deren Plan er mit Trevor Macy, Blair Fetter und Laura Delahaye (Executive Producer für Hill House) entwarf. Erste Priorität hatte zwar die Nachfolge-Staffel Spuk in Bly Manor, aber Netflix gab nun auch grünes Licht für Midnight Mass. Für beide Serien wurden im Frühling 2019 gleichzeitig Autorenräume in Hollywood eröffnet, zwischen denen Flanagan in zehn Minuten Abstand pendelte, während die Postproduktion an Doctor Sleeps Erwachen abgeschlossen wurde. Die Serienbestellung von sieben Episoden durch Netflix wurde im Juli 2019 öffentlich bekanntgegeben.

### Produktion, Besetzung und Dreh
Während der Dreharbeiten an Bly Manor im Herbst 2019 führte Flanagan nur an einer Episode die Regie, um sich um die Vorbereitungen auf die Produktion von Midnight Mass wie die Suche nach Drehorten zu kümmern. Nachdem Bly Manor im Februar 2020 abgeschlossen war, sollten die Dreharbeiten für Midnight Mass direkt anschließend im März beginnen. Weil keine existierende Gemeinde unter den Inseln von Vancouver gefunden wurde, die passte, um Crockett Island darzustellen, wurde entschieden, dass das gesamte Dorf als Set aufgebaut werden musste. Dazu wurden durch Produktionsdesigner Häuser an der Küste im Garry Point Park von Richmond, dessen Hafen auch benutzt wurde, und weitere Außenbereiche auf einer Farm in Langley errichtet, die eine Stunde entfernt war von den Bridge Studios, in denen die Sets für Innenaufnahmen aufgebaut waren.
Im Februar 2020 wurde die Besetzung bekanntgegeben, mit Flanagans Frau Kate Siegel, Zach Gilford und Hamish Linklater in den führenden Hauptrollen. Viele von diesen hatten bereits in früheren Produktionen für Flanagan gedreht: neben Siegel auch Henry Thomas und Annabeth Gish in Hill House, Alex Essoe und Robert Longstreet in Doctor Sleeps Erwachen; Rahul Kohli kam in Bly Manor hinzu.
Wenige Tage vor dem geplanten Drehbeginn musste die Produktion durch einen Shutdown aufgrund der COVID-19-Pandemie in Kanada abgesagt werden, aber bereits im Juni war Midnight Mass eine der ersten wiederaufgenommenen Produktionen in Kanada als eine Art Testfall. In der Zwischenzeit waren die aufgebauten Sets in der Natur verwittert und zu Beginn durften keine Statisten verwendet werden, weswegen das Konzept des Ölleckskandals in die Geschichte eingebaut wurde als Erklärung dafür, warum der Ort so wenig bevölkert sei. Die Dreharbeiten begannen am 17. August und wurden ohne weitere Stilllegung am 15. Dezember 2020 abgeschlossen.

### Musik
Der Soundtrack, der als Album am 24. September 2021 durch Maisie Music Publishing veröffentlicht wurde, enthält bekannte Kirchenhymnen und originale Stücke, die von den Newton Brothers, Andrew Grush und Taylor Newton Stewart, komponiert und eingespielt wurden. Diese arbeiteten seit seinem Film Oculus von 2013 in jedem Projekt mit Regisseur Mike Flanagan zusammen. Dabei ist Midnight Mass das erste Mal, dass einer der beiden, Andrew Grush, auch als Musiker vor der Kamera auftrat. An den Hymnen hat auch Flanagan selbst mitgesungen. Zusätzlich sind in der Serie Rock-Lieder zu hören, darunter mehrere von Neil Diamond wie Soolaimon und Holly, Holy.
| Nr. | Titel                                  | Länge |
| --- | -------------------------------------- | ----- |
| 1.  | Abide With Me                          | 2:41  |
| 2.  | Hail the Day that Sees Him Rise        | 3:12  |
| 3.  | Holy Holy Holy                         | 2:25  |
| 4.  | Lead Kindly Light                      | 2:31  |
| 5.  | Come, Darkness                         | 4:14  |
| 6.  | Were You There                         | 2:56  |
| 7.  | O Sons and Daughters                   | 3:35  |
| 8.  | Holy God We Praise Thy Name            | 6:02  |
| 9.  | Nearer, My God, To Thee                | 4:48  |
| 10. | The Power of Faith                     | 3:09  |
| 11. | Mortuus Feles                          | 3:58  |
| 12. | Mercy                                  | 4:41  |
| 13. | Aftermath                              | 2:41  |
| 14. | Dignity                                | 6:02  |
| 15. | The Sea                                | 1:56  |
| 16. | Angel of God                           | 2:09  |
| 17. | Lead Kindly Light                      | 2:50  |
| 18. | Faith & Family Blood                   | 6:01  |
| 19. | Prayer                                 | 3:31  |
| 20. | Act of Contrition                      | 2:45  |
| 21. | Hurt                                   | 3:02  |
| 22. | 12th Century Revenants                 | 2:09  |
| 23. | Communion                              | 1:31  |
| 24. | Nearer, My God, To Thee (Instrumental) | 8:02  |
| 25. | Body of Christ                         | 2:42  |
| 26. | Were You There (Instrumental)          | 5:24  |

## Rezeption

### Kritiken
Auf der Review-Aggregator-Website Rotten Tomatoes erreicht die Serie eine Kritikerbewertung von 90 % nach 71 Kritiken mit einer durchschnittlichen Bewertung von 8,4 und bei Metacritic eine Bewertung von 74 anhand 21 Kritiken. Mehrere Kritiker sehen Midnight Mass als Flanagans bislang beste Miniserie an. Die Serie wird einige Male mit dem Stil des Autors Stephen King verglichen, von dem Flanagan zwei Werke verfilmt hat. So nennt Richard Roeper sie den besten Stephen-King-Roman, den King nie geschrieben hat.
Gelobt werden die Schauspielleistungen von Kate Siegel und Zach Gilford sowie insbesondere von Hamish Linklater. So schreibt Kristen Baldwin von Entertainment Weekly: „Der Erfolg der Geschichte hängt ab von einem wahrlich charismatischen Geistlichen, und Linklater ist das benötigte Wunder. Der Schauspieler kanalisiert die kraftvolle Anziehungskraft eines leidenschaftlichen Priesters, aber lässt uns niemals wirklich wohlfühlen mit Father Paul – ein demütiger, verschrobener Mann des Glaubens, dessen Hingabe eine beunruhigende Ähnlichkeit mit Wahnsinn aufweist. Gilford ist außergewöhnlich als Riley, ein Mann, der von seiner Schuld und Verzweiflung so niedergedrückt ist, dass er seinen Blick kaum vom Boden heben kann. Siegel bringt einen schwermütigen und ironischen Reiz zu Erin, die durch Reue und Schmerz der Vergangenheit, der sie nicht entkommen können, für immer an Riley gebunden ist.“ Jen Chaney von Vulture findet, dass die Serie durch Linklater Großartigkeit erreiche, denn er verkörpere Father Paul mit einer Sanftmut und Großzügigkeit, die nachvollziehen lassen, dass Riley bei ihm Hilfe sucht, und übermittle leidenschaftliche, inspirierende und zunehmend beunruhigende Predigten und lange Dialoge wie kein anderer, als entdecke er mit dem Zuschauer seinen Weg durch jeden Satz.
Kritisiert werden häufig das Drehbuch und dessen Tempo durch die Dialoglastigkeit. So sieht Judy Berman von der Time als offenkundige Schwachstelle, dass die Dialoge oft theatralisch seien und jede Figur eine Tendenz zum Redenschwingen habe, was sich gegenseitig verschärfe. Brian Tallerico für rogerebert.com findet die Serie anstrengend in ihrer Predigerei mit etwas zu vielen Monologen und Flanagan könne etwas zu langatmig und gebetsmühlenartig werden. Die Monologe könnten Zuschauer abschütteln, die lieber Schauder suchen. Sie seien zwar gut geschrieben und ausreichend einnehmend, aber ließen immer wieder die Kraft der Geschichte stocken. Für Jack Dealer vom Guardian erforsche Flanagan die Themen und Fragen zu oft, indem zwei Figuren auf Stühle gesetzt werden und eine lange, lange Debatte dirigieren. Selbst wenn die Hysterie um sich greift und das Blut, beharren die redseligen Zwischenspiele. Dass Midnight Mass keine Angst habe, sich selbst zu einem vollständigen Halt zu bringen, um eine Figur sinnieren zu lassen, sollte laut Vinnie Mancuso von Collider frustrierend sein, aber meistens sei, was darauf folge, tiefgreifend wunderschön und aufrichtig gestaltet, dass man schmerzhaft menschliche Figuren hört, wie sie sich um die Wahrheit des Universums drehen, aber gerade weil sie Menschen sind, daran scheitern.
Sarah Zapf schreibt in der SZ: „Mit dieser Serie hat Flanagan ein weiteres Meisterwerk geschaffen. Nicht nur die szenische Darstellung ist bildgewaltig. Langsam und doch intensiv entfalten sich die einzelnen Charaktere. Der aufkeimende religiöse Fanatismus offenbart menschliche Abgründe der Selbstgerechtigkeit, der Verblendung und des Hasses. Und geschickt werden die Momente des blanken Grauens mit souveränen Verzicht auf gewöhnliche Schockeffekte eingestreut. Das alles erhebt Midnight Mass zu einem Wegbereiter eines neuen Horror-Genres.“

### Auszeichnungen/Nominierungen
Critics’ Choice Television Awards 2022
- Beste Miniserie – Nominierung
- Bester Hauptdarsteller einer Miniserie an Hamish Linklater – Nominierung
- Bester Nebendarsteller einer Miniserie an Zach Gilford – Nominierung

Critics’ Choice Super Awards 2022
- Beste Horrorserie – Nominierung
- Bester Hauptdarsteller einer Horrorserie – Nominierung für Zach Gilford, Auszeichnung für Hamish Linklater
- Beste Hauptdarstellerin einer Horrorserie – Nominierungen für Kate Siegel und Samantha Sloyan
- Bester Bösewicht einer Fernsehserie – Nominierung für Samantha Sloyan

Hollywood Critics Association TV Awards 2022
- Beste Streaming-Miniserie – Nominierung
- Bester Schauspieler einer Streaming-Miniserie – Nominierung

Saturn Awards 2022
- Beste Miniserie – Nominierung
- Beste Schauspielerin einer Streaming-Fernsehserie – Nominierung für Kate Siegel